# Entephria cibiniata
Entephria cibiniata là một loài bướm đêm trong họ Geometridae.